# 阿只拔都
阿只拔都（：／ Ajibaldo，日语：／ Akibatsu；？—1380年）是高麗史與朝鮮王朝實錄中出現的14世紀後期的倭寇首領。

## 概要
根據《高麗史》和《高麗史節要》，1380年倭寇以500艘軍艦進攻高麗，在鎮浦停泊上陸。高麗以密集城壁採防御態勢，羅世、崔茂宣率水軍以火炮擊沈倭船，暫時擊退倭寇。
8月咸陽郡陥落，高麗兵500人與将軍2人戰死，9月倭寇包圍南原市，李成桂率軍討伐，激戰時左足受傷。後得知騎白馬的十五、六歲美貌少年，是他們的首領，綽號「阿只拔都」，作戰非常勇猛。
成桂後來射殺了他，因首領已死，倭寇喪氣，紛紛逃走，留下的大多被討滅，只有七十多位殘黨逃往智異山，成桂捕獲了數千匹馬為戰利品，是為荒山大捷。

## 考証
「阿只拔都」是高麗兵對他的稱呼，其本名不詳。一種說法認為「阿只」是朝鮮語，意思是兒子；「拔都」是蒙古語，意為勇士。還有一種說法認為這個名字是日本九州武士赤星氏或相知比氏名字的轉訛，這兩個氏族都是九州松浦黨的有力氏族。此外還有牧胡（蒙古系濟州島人）、高麗人、琉球人等說法。